# Brasilocerus dietrichi
Brasilocerus dietrichi är en skalbaggsart som först beskrevs av Wittmer 1963.  Brasilocerus dietrichi ingår i släktet Brasilocerus och familjen Phengodidae. Inga underarter finns listade i Catalogue of Life.